# St. Jakobus der Ältere (Kirchenpingarten)

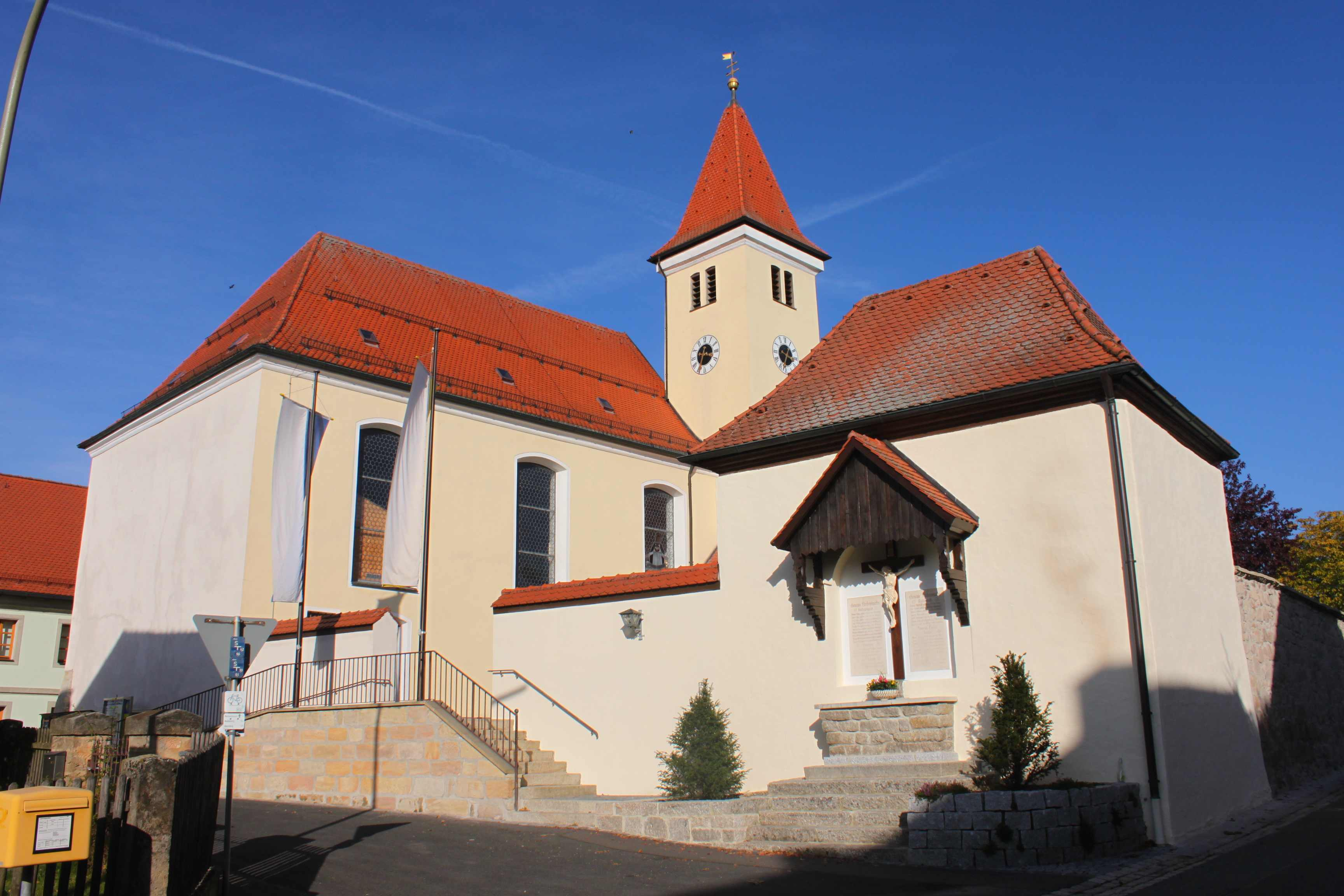
St. Jakobus der Ältere in Kirchenpingarten

Die römisch-katholische, denkmalgeschützte Pfarrkirche St. Jakobus der Ältere steht in Kirchenpingarten, einer Gemeinde im Landkreis Bayreuth (Oberfranken, Bayern). Das Bauwerk ist unter der Denkmalnummer D-4-72-156-1 als Baudenkmal in der Bayerischen Denkmalliste eingetragen. Die Pfarrei gehört zum Bistum Regensburg.

## Beschreibung

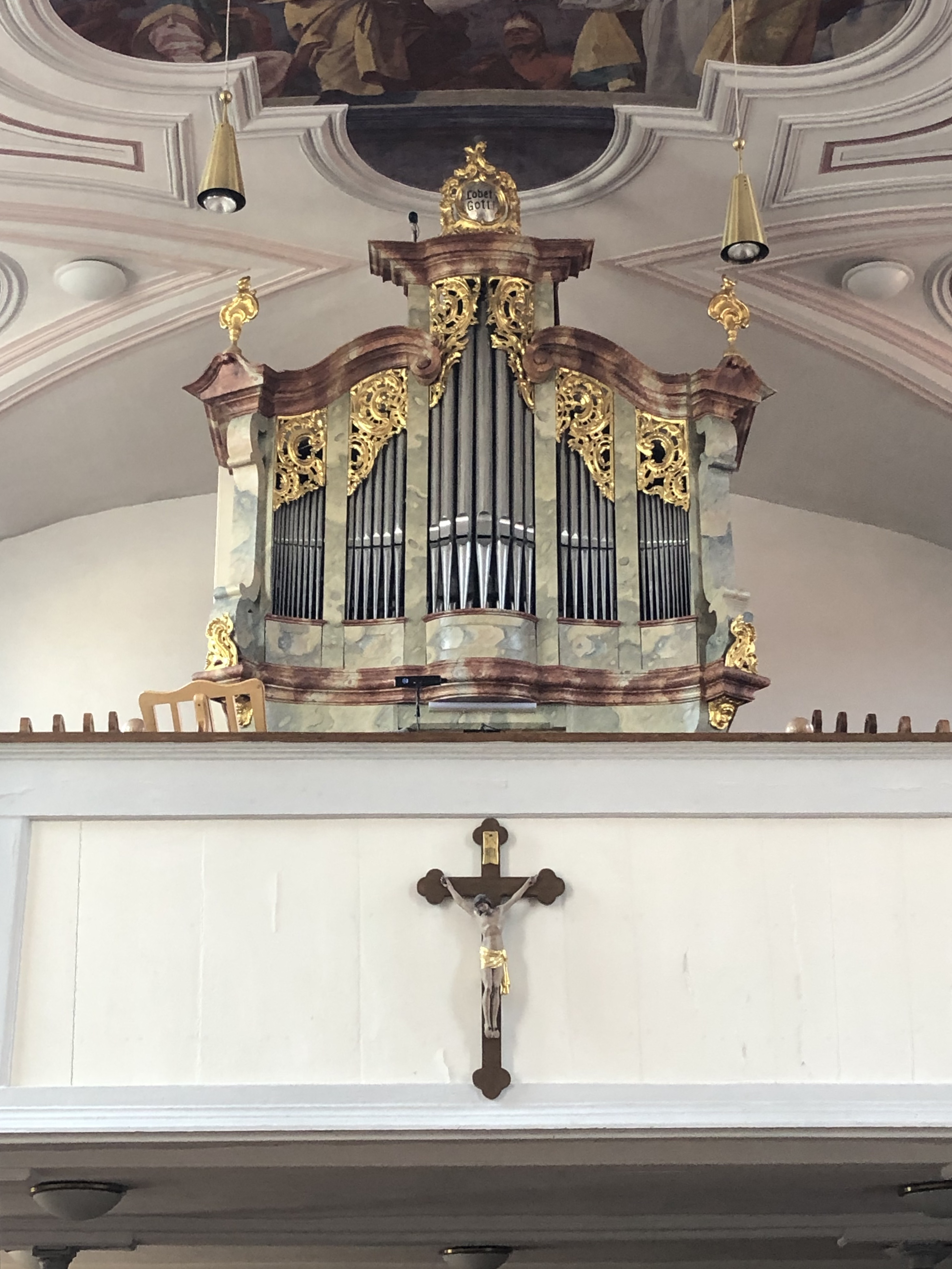
Blick auf die Orgel

Die Saalkirche, die 1690/91 nach einem Entwurf von Mathes Kerber gebaut wurde, besteht aus einem Langhaus aus drei Jochen, einem eingezogenen, dreiseitig geschlossenen Chor im Osten und einem Mitte des 18. Jahrhunderts gebauten und später aufgestockten und mit einem Pyramidendach bedeckten Chorflankenturm an dessen Südseite. Sein oberstes Geschoss enthält den Glockenstuhl mit vier Glocken, das darunter liegende die Turmuhr. Die Sakristei befindet sich südlich vom Turm. Das Langhaus ist mit einem Walmdach bedeckt, sein Innenraum ist mit einem Stichkappengewölbe über Pilastern an den Wänden überspannt. Zur Kirchenausstattung gehören der um 1710 gebaute Hochaltar und die Seitenaltäre von 1742/43.
1772 baute Funtsch eine Orgel mit 12 Registern, 1891 fügte  Ludwig Edenhofer junior ein neues Instrument mit 10 Registern mit einem Manual und Pedal in das Gehäuse ein. 2004 rekonstruierte Schober das Instrument von 1772.